# Anabarhynchus turnham
Anabarhynchus turnham är en tvåvingeart som beskrevs av Lyneborg 2001. Anabarhynchus turnham ingår i släktet Anabarhynchus och familjen stilettflugor. Inga underarter finns listade i Catalogue of Life.